# Edward Tolman

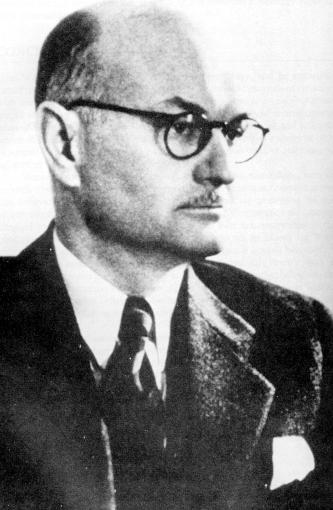
Edward Tolman

Edward Chace Tolman (* 14. April 1886 in West Newton, Massachusetts; † 19. November 1959 in Berkeley, Kalifornien) war ein US-amerikanischer Psychologe. Er wurde bekannt durch seine Arbeiten auf dem Gebiet der Lerntheorie und gilt als ein Wegbereiter vom Neobehaviorismus zum Kognitivismus.

## Biographie
Edward C. Tolman promovierte 1915 an der Harvard University.
Bis 1918 hatte er einen Lehrauftrag an der Northwestern University inne, wo er sich mit Fragen des vorstellungsfreien Denkens, der retroaktiven Hemmung und ähnlichen Gedächtnisphänomenen befasste.
Von 1918 bis zu 1954 lehrte er, von einigen kurzen Unterbrechungen abgesehen, an der University of California in Berkeley. 1933 war er auf einem Forschungsbesuch in Wien bei Charlotte Bühler. Während dieser Zeit, 1937, wurde er zum Präsidenten der American Psychological Association und in die National Academy of Sciences gewählt. 1947 wurde er in die American Philosophical Society und 1949 in die American Academy of Arts and Sciences gewählt.
In seinem späteren akademischen Leben wurde er stark von den Ideen von Kurt Lewin und Egon Brunswik beeinflusst.

## Werk
Tolman gilt als Vertreter des Neobehaviorismus. Im Buch Purposive behavior in animals and men (1932) übertrug er behavioristische Methoden auf die Untersuchung „mentaler“ Abläufe von Tier und Mensch. Tolmans Lerntheorie wird als kognitiv bezeichnet. Er führte angenommene, innere Vorgänge als Intervenierende Variablen zwischen den Umweltreizen (stimulus) und dem Verhalten des Organismus (response) ein. Die Konsequenzen des Verhaltens (bei Tolman nicht „Verstärkung“, sondern „Bestätigung“ genannt) spielen in Tolmans Konzept keine große Rolle. Somit gelang ihm noch nicht die Ablösung vom S-R-(Stimulus-Response)-Paradigma des klassischen Behaviorismus, wie sie dann Burrhus Frederic Skinner mit der Betonung der Dreifach-Kontingenz (three term contingency: Stimulus – Response – Consequence) vollzog. Er kann aber als Wegbereiter des Kognitivismus gelten.
Besondere Bedeutung gewannen seine Arbeiten über das Lernen räumlicher Zusammenhänge (sog. Ortslernen) bei Ratten in Labyrinthen. Auf Basis dieser Untersuchungen schloss er, dass das Verhalten der Tiere nicht nur mit einem reinen Reiz-Reaktionsmuster erklärt werden kann, sondern dass bei der Wegsuche innere, kognitive Prozesse durchlaufen werden. Hierbei erfolgt der Aufbau einer sog. Kognitiven Karte, indem Hypothesen (Erwartungen, die der Organismus an eine bestimmte Situation hat) entweder bestätigt oder verworfen werden. Clark L. Hull erklärte diese Beobachtungen dagegen über die mit dem Verhalten erreichte Reduktion der Bedürfnisspannung. Tolmans Arbeit Cognitive maps in rats and men (1948) brachte das Konzept der kognitiven Karte auf, welches heutzutage vielfache Anwendung in der Psychologie findet.
In seiner kognitiven Lerntheorie vereinte Tolman gestalttheoretische und behavioristische Grundzüge, indem er Aussagen zu inneren kognitiven Prozessen macht, diese allerdings methodisch objektiv untersucht. Als „Objekt“ von besonderem Interesse galt ihm sog. molares Verhalten (Verhaltenskomplexe), da seiner Meinung nach die Extraktion einzelner Verhaltenssegmente das Gesamtbild verfälscht und vom Wesentlichen ablenkt.
Per definitionem ist Verhalten für Tolman zielgerichtet, zweckgeleitet, kognitiv und molar. Neben dem Ortslernen ist ein weiteres wichtiges Konstrukt das latente Lernen, in der zum ersten Mal in der Lernpsychologie zwischen Kompetenz und Performanz unterschieden wurde. Hier wird geschildert (und durch ein Labyrinthexperiment untermauert), dass gespeicherte Information vorhanden sein kann (Kompetenz), ohne bislang zur Ausführung (Performanz) gekommen zu sein. Auf das entsprechende Verhalten wird erst zurückgegriffen, wenn dazu ein Bedürfnis oder Zwang besteht. Lernen wird damit also auch unabhängig von Verstärkung; lediglich für die Ausführung bedarf es einer motivationalen Komponente.
Letztlich verringerte auch Skinners Artikel (1950) Are theories of learning necessary? und die Entwicklung des Radikalen Behaviorismus das Interesse an der weiteren Erörterung von Tolmans Hypothesen.
Zu seinen Hauptwerken gehören Purposive Behavior in Animals and Men (1932) und Drives toward War (1942).

## Publikationen (Auswahl)
- A new formula for behaviorism. In: Psychological Review. Band 29, 1922, S. 44–53. (abgerufen am 8. Oktober 2017)
- A behavioristic theory of ideas. In: Psychological Review. Band 33, Nr. 5, 1926, S. 352–369, doi:10.1037/h0070532.
- A behaviorist's definition of consciousness. In: Psychological Review. Band 34, Nr. 6, 1927, S. 433–439, doi:10.1037/h0072254.
- mit Charles H. Honzik: „Insight“ in rats. In: University of California Publications in Psychology. Band 4, Nr. 14, 1930, S. 215–232.
- Purposive behavior in animals and men. The Century Co., New York 1932.
- mit Calvin S. Hall und E. P. Bretnall: A disproof of the law of effect and a substitution of the laws of emphasis, motivation and disruption. In: Jornal of Experimental Psychologie. Band 15, Nr. 6, 1932, S. 601–614.
- Gestalt and sign-gestalt. In: Psychological Review. Band 40, Nr. 5, 1933, S. 391–411, doi:10.1037/h0075737.
- mit I. Krechevsky: Means-end-readiness and hypothesis – a contribution to comparative psychology. In: Psychological Review. Band 40, Nr. 1, 1933, S. 60–70, doi:10.1037/h0072282.
- The law of effect: a reply to Dr. Goodenough. In: Journal of Experimental Psychologie. Band 16, 1933, S. 459–462.
- mit Egon Brunswik: The Organism and the Causal Texture of the Environment. (PDF; 1,7 MB, abgerufen am 8. Oktober 2017.) In: Psychological Review. Band 42, 1935, S. 43–47.
- Psychology vs. immediate experience. In: Philosophy of Science. Band 2, Nr. 3, 1935, S. 356–380, doi:10.1086/286380.
- Distance-preferentials. A new apparatus and some results. In: Psychological Bulletin. Band 33, 1936, S. 727.
- Operational behaviorism and current trends in psychology. In: Proceedings of the Twenty-fifth Anniversary Celebration of the Inauguration of Graduate Studies at the University of Southern California. The University of Southern California, Los Angeles 1936, S. 89–103.
- The determinants of behavior at a choice point. (PDF; 2,8 MB, abgerufen am 8. Oktober 2017.) In: Psychological Review. Band 45, Nr. 1, 1938, S. 1–41, doi:10.1037/h0062733.
- Drives towards war. D. Appleton Century Co., New York 1942.
- Cognitive maps in rats and men. (Abgerufen am 8. Oktober 2017.) In: Psychological Review. Band 55, Nr. 4, 1948, S. 189–208, doi:10.1037/h0061626
- There is more than one kind of learning. In: Psychological Review. Band 56, Nr. 3, 1949, S. 144–155, doi:10.1037/h0055304.
- Behavior and psychological man: essays in motivation and learning. University of California Press, Berkeley und Los Angeles 1951.
- A cognition motivation model. In: Psychological Review. Band 59, Nr. 5, 1952, S. 389–400, doi:10.1037/h0057209.